# Giuseppe Descovich
Giuseppe Descovich, též Josef Descovich nebo Josip Dešković (19. července 1816 Omiš – 14. listopadu 1867 Trogir) byl rakouský politik italské národnosti z Dalmácie, v 60. letech 19. století poslanec rakouské Říšské rady.

## Biografie
Působil jako politik. Byl italské národnosti. Pocházel patrně z Omiše.
Počátkem 60. let se s obnovou ústavního systému vlády zapojil do vysoké politiky. V zemských volbách byl zvolen na Dalmatský zemský sněm. Zemským poslancem byl v letech 1861–1864 a 1866–1868. Zastupoval volební obvod Senj. Působil také coby poslanec Říšské rady (celostátního parlamentu Rakouského císařství), kam ho delegoval Dalmatský zemský sněm roku 1863 (Říšská rada tehdy ještě byla volena nepřímo, coby sbor delegátů zemských sněmů). 27. června 1863 složil slib. V rejstříku poslanců pro zasedání od roku 1864 již uváděn není. Uvádí se jako prétor (představitel vrchnostenského úřadu státní správy, kombinujícího funkce administrativní, soudní a policejní).
Politicky patřil ke straně dalmatských autonomistů (tzv. autonomaši, též pejorativně talijanaši), kteří byli orientováni proitalsky a provídeňsky a odmítali chorvatské státoprávní aspirace.